# Кесова Гора
Кесова Гора — селище міського типу, адміністративний центр Кесовогорського району Тверської області Росії.

## Географія

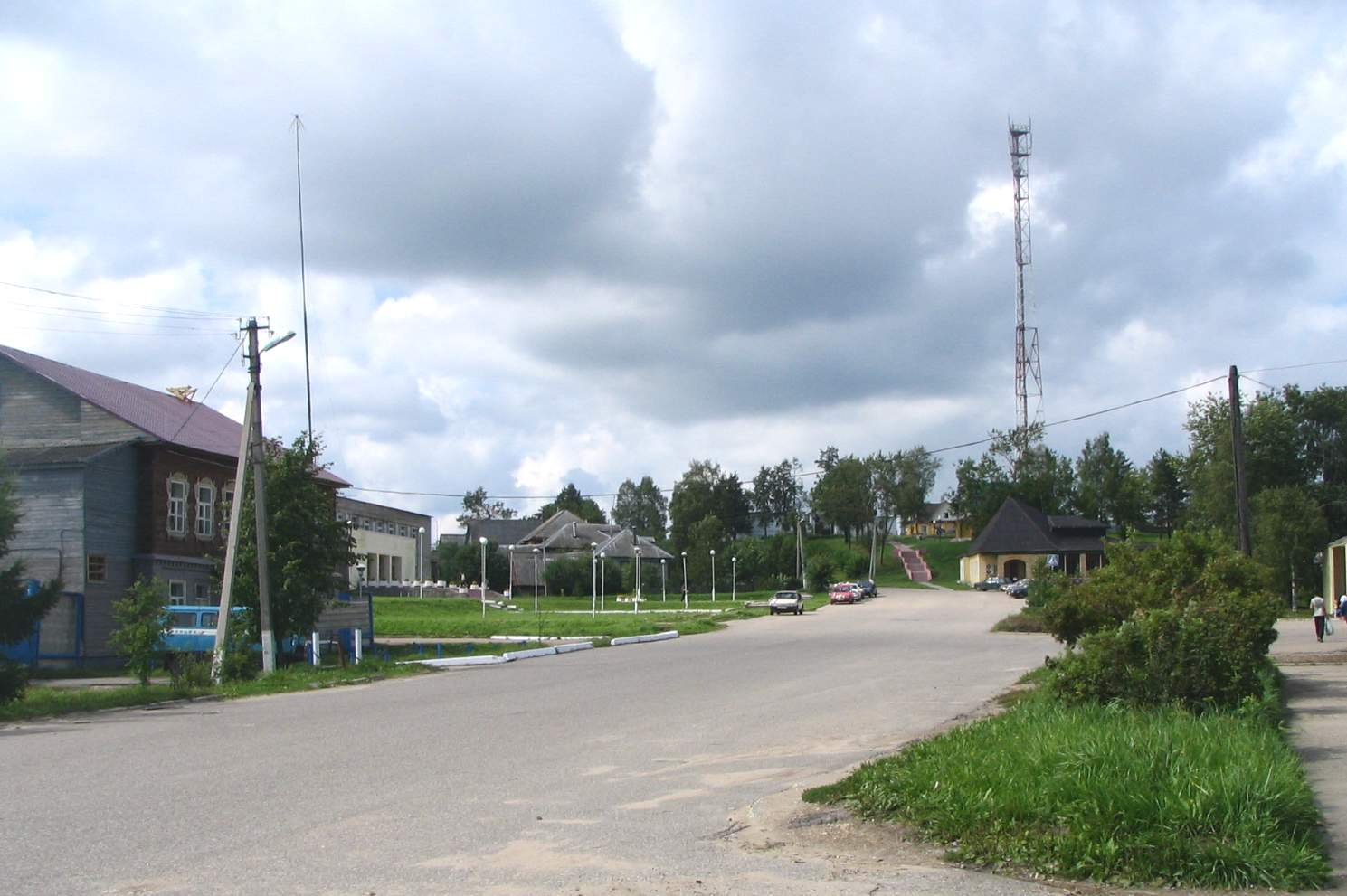
Центр селища

Селище розташовано на березі річки Кашинки (ліва притока Волги), на сході області, за 32 км від Кашина, за 50 км від Бєжецька, за 180 км від Твері недалеко від кордону з Ярославською областю.

## Історія
В давнину селище називалося село Кіасова Гора, етимологія слова Кіасова походить від угро-фінського слова, що означає глиняну місцевість.
Село згадується в літописах з 1238. Входило до складу Городецького стана Бежецького Верху, а потім Кашинського повіту, як центр Кесовської волості. У XVIII–XIX ст. великий торговий центр (4 рази на рік влаштовувалися ярмарки). У 1783 році в селі проживало 770 душ в 300 дворах. У 1859 році до складу села входили посади Червоний, Заячий та Граки (214 дворів, 1272 особи). Пізніше до складу Кесової Гори увійшли село Нікольське та присілок Рассудово.
До середини XIX століття Кесова Гора була родовою вотчиною князів Прозоровських. У 1840 році у володіння селом вступила Варвара Юріївна Трубецька (1828–1901) — внучка І. І. Прозоровського.
З 1929 року село центр Кесовського (Кесовогорського) району Московської області (з 1935 Калінінської області).
Статус селища міського типу — з 1975.

## Економіка

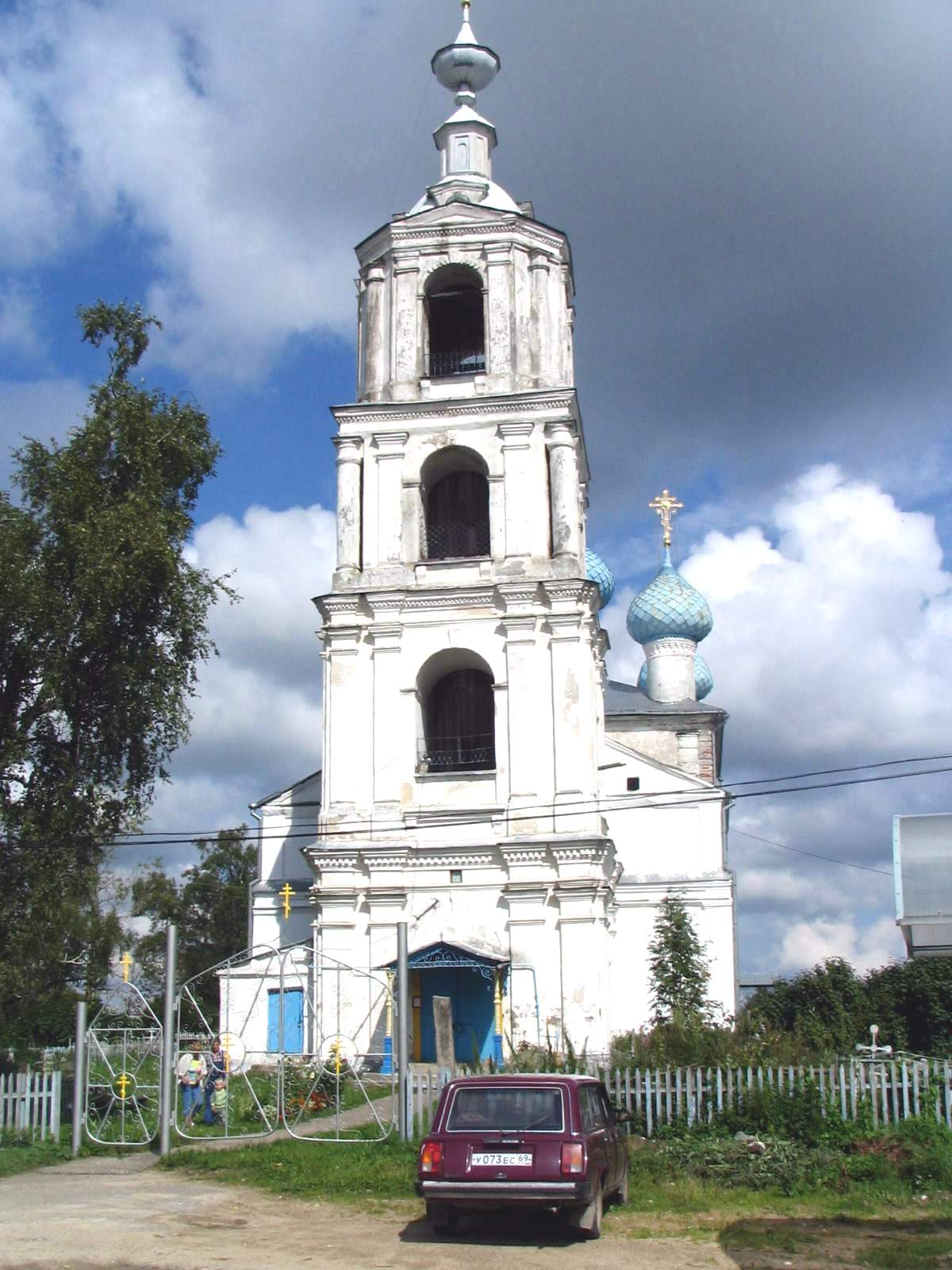
Нікольска церква

В селищі розташовано м'ясопереробний комбінат.

## Транспорт
Залізнична станція на гілці Савелово — Сонково. До селища можна добратися потягом Москва — Рибінськ та місцевим поїздом Савелово — Сонково.
Автомобільна дорога «Кашин — Кесова гора — Бежецьк». Автобуси ходять до Кашина, Бєжецька, Твері, Москви, Санкт-Петербурга.

## Архітектура
Селище в переважній більшості забудований одно-і двоповерховими дерев'яними будинками. На головній вулиці (вулиця Московська), утворені автодорогою в Кашин, розташовані дві невеликі площі. На одній з них, де до Московської вулиці примикає вулиця Старовокзальна (ведуча до залізничного вокзалу), знаходиться будівля селищної та районної адміністрації та пам'ятник Леніну. На іншій площі, де з Московською вулицею змикається вулиця Кооперативна, розташовані будівлі клубу та РУВС, а також автостанція. У селищі збереглося кілька двоповерхових дерев'яних будинків, цікавих в архітектурному плані.

## Пам'ятки
Головна визначна пам'ятка Кесова Гори — Нікольска церква (1800), побудована ще в часи, коли село Нікольське не злилося з Кіасовою Горою.

## Відомі люди
У селищі народилися:
- Олексій Васильович Алелюхін — льотчик, двічі Герой Радянського Союзу. У селищі встановлено його бюст.
- Олександр Іванович Майоров — льотчик, Герой Радянського Союзу, учасник Параду Перемоги.